# Maytla
Maytla är en ort i Mexiko.   Den ligger i kommunen Coxcatlán och delstaten San Luis Potosí, i den centrala delen av landet, 240 km norr om huvudstaden Mexico City. Maytla ligger 140 meter över havet och antalet invånare är 175.
Terrängen runt Maytla är lite kuperad. Runt Maytla är det ganska tätbefolkat, med 124 invånare per kvadratkilometer. Närmaste större samhälle är Villa Terrazas, 13,3 km söder om Maytla. I omgivningarna runt Maytla växer huvudsakligen savannskog.